# 上湯沢駅
上湯沢駅（かみゆざわえき）は、秋田県湯沢市関口字堀量（ほうりょう）にある、東日本旅客鉄道（JR東日本）奥羽本線の駅である。

## 歴史
- 1956年（昭和31年）11月28日：国鉄の駅として湯沢市に開業[2]。
- 1970年（昭和45年）10月1日：荷物の扱いを廃止[3]。無人化[4]。
- 1987年（昭和62年）4月1日：国鉄分割民営化により、JR東日本の駅となる[2]。
- 2009年（平成21年）3月31日：簡易委託解除。
- 2021年（令和3年）4月1日：湯沢駅の業務委託化に伴い、横手駅に管理駅が変更となる。
- 2024年（令和6年）10月1日：えきねっとQチケのサービスを開始[1][5]。

## 駅構造
単式ホーム1面1線を有する地上駅で、横手駅管理の無人駅である。木造駅舎を有する。

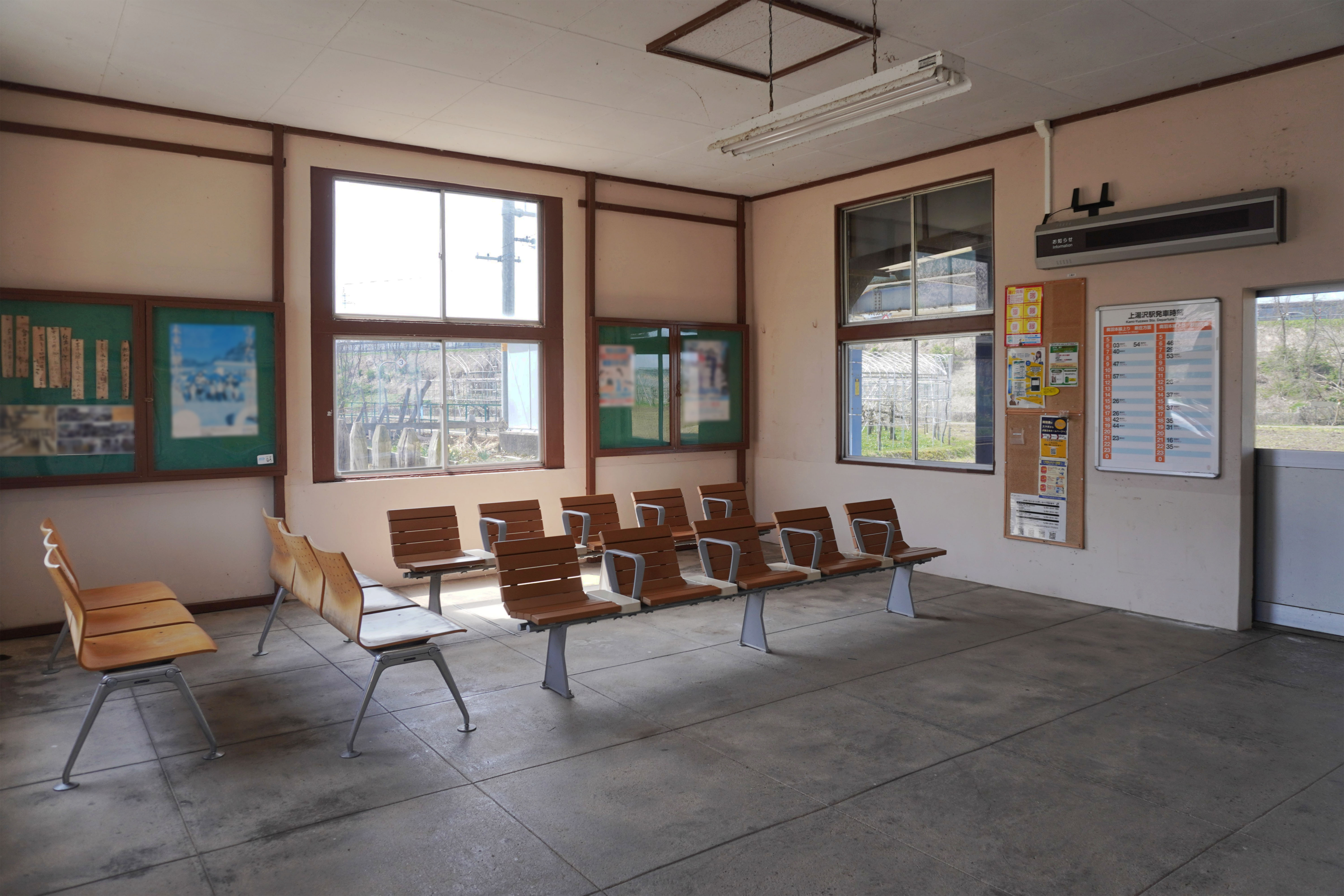
待合室（2024年4月）
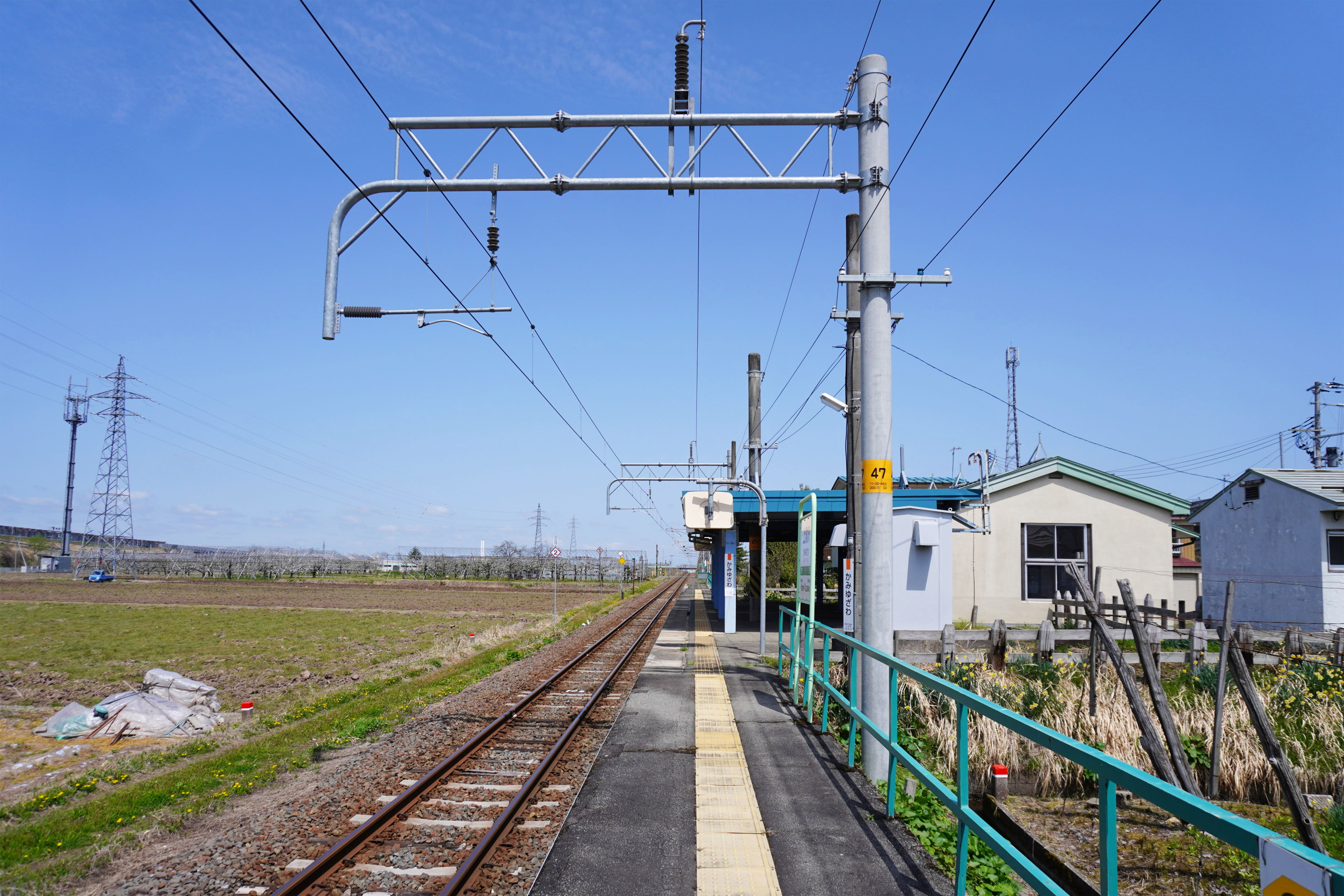
ホーム（2024年4月）

## 利用状況
JR東日本によると、2000年度（平成12年度）- 2007年度（平成19年度）の1日平均乗車人員の推移は以下のとおりであった。
| 乗車人員推移       | 乗車人員推移     | 乗車人員推移   |
| 年度               | 1日平均 乗車人員 | 出典           |
| ------------------ | ---------------- | -------------- |
| 2000年（平成12年） | 44               | [ 利用客数 1 ] |
| 2001年（平成13年） | 40               | [ 利用客数 2 ] |
| 2002年（平成14年） | 42               | [ 利用客数 3 ] |
| 2003年（平成15年） | 39               | [ 利用客数 4 ] |
| 2004年（平成16年） | 43               | [ 利用客数 5 ] |
| 2005年（平成17年） | 42               | [ 利用客数 6 ] |
| 2006年（平成18年） | 47               | [ 利用客数 7 ] |
| 2007年（平成19年） | 41               | [ 利用客数 8 ] |

## 駅周辺
- 三関郵便局
- 国道13号
- 湯沢横手道路 三関インターチェンジ

## 隣の駅
東日本旅客鉄道（JR東日本）
■奥羽本線
三関駅 - 上湯沢駅 - 湯沢駅

### 記事本文
1. 1 2 3 4 5  「駅の情報（上湯沢駅）：JR東日本」東日本旅客鉄道。2024年8月26日時点のオリジナルよりアーカイブ。2024年9月5日閲覧。
2. 1 2  石野哲（編）『停車場変遷大事典 国鉄・JR編 Ⅱ』（初版）JTB、1998年10月1日、533頁。ISBN 978-4-533-02980-6。
3. ↑  「日本国有鉄道公示第424号」『官報』1970年10月1日。
4. ↑  「通報 ●羽前中山駅ほか8駅の駅員無配置について（旅客局）」『鉄道公報』日本国有鉄道総裁室文書課、1970年10月1日、14面。
5. ↑  「Suicaエリア外もチケットレスで! 東北エリアから「えきねっとQチケ」がはじまります (PDF)」（プレスリリース）、東日本旅客鉄道、2024年7月11日。2024年8月4日閲覧。

### 利用状況
1. ↑  「JR東日本：各駅の乗車人員（2000年度）」東日本旅客鉄道。2025年7月15日閲覧。
2. ↑  「JR東日本：各駅の乗車人員（2001年度）」東日本旅客鉄道。2025年7月15日閲覧。
3. ↑  「JR東日本：各駅の乗車人員（2002年度）」東日本旅客鉄道。2025年7月15日閲覧。
4. ↑  「JR東日本：各駅の乗車人員（2003年度）」東日本旅客鉄道。2025年7月15日閲覧。
5. ↑  「JR東日本：各駅の乗車人員（2004年度）」東日本旅客鉄道。2025年7月15日閲覧。
6. ↑  「JR東日本：各駅の乗車人員（2005年度）」東日本旅客鉄道。2025年7月15日閲覧。
7. ↑  「JR東日本：各駅の乗車人員（2006年度）」東日本旅客鉄道。2025年7月15日閲覧。
8. ↑  「JR東日本：各駅の乗車人員（2007年度）」東日本旅客鉄道。2025年7月15日閲覧。